# جام باشگاه‌های تهران ۱۳۶۹
جام باشگاه‌های تهران ۱۳۶۹ دوره‌ای از مسابقات جام باشگاه‌های تهران بود که در سال ۱۳۶۹ انجام شد و با قهرمانی پرسپولیس به اتمام رسید. این دوره از باشگاه‌های تهران خرداد ماه آغاز شد و تا اواسط زمستان ادامه داشت. در این دوره از بازی‌ها تیم استقلال دوم و تیم پاس سوم شدند.
نکتهٔ جالب در این دوره از مسابقات قهرمانی تیم پرسپولیس به خاطر تفاضل گل بود. هر دو تیم پرسپولیس و استقلال با ۱۳ برد و ۴ تساوی صاحب ۳۰ امتیاز شده بودند ولی تفاضل گل سرخ‌پوشان ۲۶ بود و تفاضل گل آبی‌پوشان ۲۴ و همین امر باعث قهرمانی تیم پرسپولیس شد.

## جدول رده‌بندی
| رتبه | باشگاه      | بازی | برد | مساوی | باخت | گل‌زده | گل‌خورده | امتیاز |
| ---- | ----------- | ---- | --- | ----- | ---- | ----- | ------- | ------ |
| ۱    | پرسپولیس    | ۱۷   | ۱۳  | ۴     | ۰    | ۳۴    | ۸       | ۳۰     |
| ۲    | استقلال     | ۱۷   | ۱۳  | ۴     | ۰    | ۲۹    | ۵       | ۳۰     |
| ۳    | پاس         | ۱۷   | ۱۰  | ۶     | ۱    | ۲۷    | ۴       | ۲۶     |
| ۴    | گسترش       | ۱۷   | ۸   | ۶     | ۳    | ۱۶    | ۱۰      | ۲۲     |
| ۵    | وحدت فولاد  | ۱۷   | ۶   | ۹     | ۲    | ۱۸    | ۱۰      | ۲۱     |
| ۶    | دارایی      | ۱۷   | ۸   | ۵     | ۴    | ۱۴    | ۷       | ۲۱     |
| ۷    | آرارات      | ۱۷   | ۶   | ۶     | ۵    | ۱۱    | ۱۰      | ۱۸     |
| ۸    | بنیاد شهید  | ۱۷   | ۶   | ۵     | ۶    | ۱۳    | ۱۵      | ۱۷     |
| ۹    | شاهین       | ۱۷   | ۳   | ۹     | ۵    | ۱۴    | ۱۶      | ۱۵     |
| ۱۰   | هما         | ۱۷   | ۵   | ۴     | ۸    | ۱۶    | ۱۸      | ۱۴     |
| ۱۱   | نیروی زمینی | ۱۷   | ۴   | ۵     | ۸    | ۱۵    | ۲۰      | ۱۳     |
| ۱۲   | ژاندارمری   | ۱۷   | ۳   | ۷     | ۷    | ۱۱    | ۲۳      | ۱۳     |
| ۱۳   | پورا        | ۱۷   | ۴   | ۵     | ۸    | ۱۰    | ۲۴      | ۱۳     |
| ۱۴   | بانک تحارت  | ۱۷   | ۲   | ۸     | ۷    | ۱۴    | ۱۹      | ۱۲     |
| ۱۵   | بانک سپه    | ۱۷   | ۳   | ۶     | ۸    | ۱۱    | ۱۷      | ۱۲     |
| ۱۶   | بانک معدن   | ۱۷   | ۳   | ۶     | ۸    | ۹     | ۱۹      | ۱۲     |
| ۱۷   | راه‌آهن      | ۱۷   | ۲   | ۵     | ۱۰   | ۱۲    | ۲۸      | ۹      |
| ۱۸   | عقاب        | ۱۷   | ۲   | ۴     | ۱۱   | ۱۲    | ۳۳      | ۸      |

منبع

## گلزنان برتر
| # | گلزنان             | تعداد گل | تیم     |
| - | ------------------ | -------- | ------- |
| ۱ | فرشاد پیوس         | ۱۶       | پیروزی  |
| ۲ | صمد مرفاوی         | ۱۱       | استقلال |
| ۲ | علی اصغر مدیرروستا | ۱۱       | پاس     |
| ۳ | عباس سرخاب         | ۱۰       | استقلال |
| ۴ | مجید صالح          | ۸        | هما     |

منبع